# Детенково
Детенково — деревня в Наро-Фоминском районе Московской области, в составе сельского поселения Ташировское. Численность постоянного населения по Всероссийской переписи 2010 года — 11 человек, в деревне числятся 1 улица и 1 садовое товарищество. До 2006 года Детенково входило в состав Ташировского сельского округа.
Деревня расположена в юго-западной части района, на левом берегу реки Плесенка (приток Нары), примерно в 8 км к западу от города Наро-Фоминска, высота центра над уровнем моря 172 м. Ближайшие населённые пункты — Настасьино в 0,5 км на юг, Новинское в 2 км на северо-восток и Чешково в 2,5 км на юго-восток.